# Frances-Sarah Guidoboni-Visconti

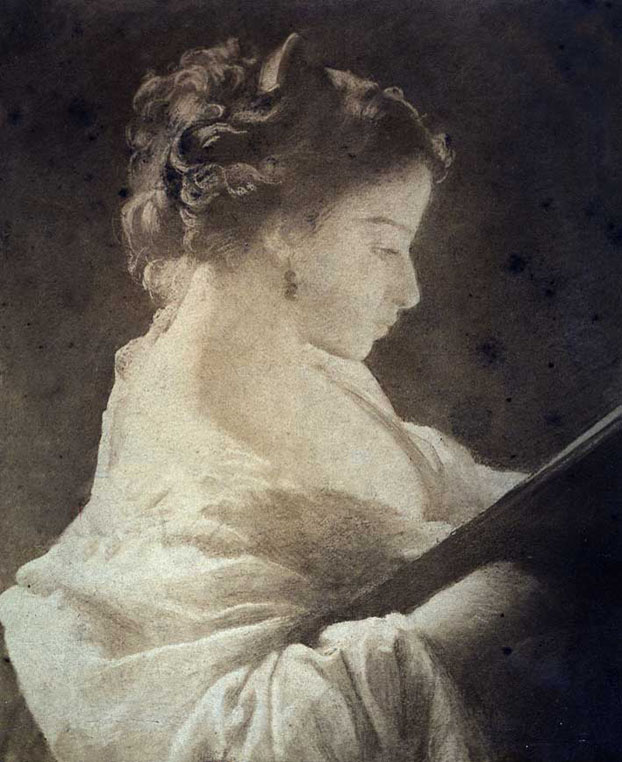
La Liseuse, par Charles Louis Gratia.

La comtesse Frances-Sarah Guidoboni-Visconti, née Lovell le 29 septembre 1804, en Angleterre dans le Wiltshire, morte le 28 avril 1883 à Paris, est une aristocrate anglaise, amante et amie d'Honoré de Balzac. L'écrivain s'est inspiré d'elle pour créer le personnage de Lady Dudley dans Le Lys dans la vallée.
Frances-Sarah est issue d'une très ancienne famille sur laquelle ont couru les ragots les plus fous. Mariée en 1825 au comte Emilio Guidoboni-Visconti, un blason de la plus illustre noblesse milanaise, elle rencontre Honoré de Balzac en 1835 au cours d'un bal à l'ambassade d'Autriche à Paris. Sa beauté provocante et son tempérament enflammé séduisent immédiatement l'écrivain qui est pourtant déjà l'amant d'Ewelina Hańska.
Balzac a l'habitude de mener de front plusieurs liaisons. Il est encore l'amant de Laure de Berny, et il vivra, dans le même temps, une passade avec Caroline Marbouty. La contessa sait tout cela et elle s'en amuse. D'autant plus qu'elle ne cède pas immédiatement à Balzac. Sur les conseils de Lionel Bonneval qui l'a mise en garde contre le mauvais goût vestimentaire de l'écrivain, elle fait comprendre à son futur amant quelle tenue il convient d'adopter pour lui plaire.
Surnommée Fanny par son entourage, la contessa est à la fois généreuse, spontanée et en admiration devant l'écrivain Balzac qu'elle sauve de situations financières désastreuses. Et elle lui apporte sans le savoir un précieux matériau : un modèle pour le personnage de Lady Dudley, sans avoir toutefois la perversité de la protagoniste du Lys dans la vallée.
Leur liaison heureuse durera longtemps. Fanny s'autorisant à son tour tous les écarts possibles. Le 16 juin 1835, Balzac passe une semaine avec elle à Boulogne-sur-Mer, avant qu'elle n'embarque pour son pays natal, et de nouveau le 29 août.
L’information donnée par le magistrat versaillais Victor Lambinet (1813-1894) selon laquelle le fils de la comtesse Guibodoni-Visconti, prénommé Lionel-Richard, aurait pour père Honoré de Balzac, a été accueillie avec scepticisme par la plupart des spécialistes de Balzac. C’est le cas notamment pour Jean Lagny qui s’est penché avec soin sur la crédibilité, en général, des mémoires de Lambinet.
Le Comte Emilio a, de son côté l'esprit large, et il confie même à l'amant de sa femme diverses missions en Italie. L'expérience de l'ancien clerc de notaire est mise à profit : c'est lui qui va régler à Turin et à Milan l'affaire embrouillée de la succession de la mère du comte qui s'était remariée en secondes noces avec un Français.
Les Guidoboni habitent Paris, avenue de Neuilly, qui deviendra ensuite l'avenue des Champs-Élysées et ils partagent leur loge aux Italiens avec Balzac.
C'est à la contessa que Balzac offre le manuscrit de La Vieille Fille.
En 1844, Sarah est toujours en bons termes avec l'auteur de La Comédie humaine qui lui fait une totale confiance. Mais il doit affronter les protestations de madame Hanska, fort bien renseignée depuis Saint-Pétersbourg. Il répond effrontément que sa liaison avec l'« Anglaise » est bien finie. Pourtant, en 1846, les relations de la contessa et de Balzac sont toujours au beau fixe, elle lui prête l'argent qui lui manque lors du désastre de La Chronique de Paris.
À la mort de Sarah Guidoboni, le portrait de Balzac qu'elle possédait, un pastel de Gérard Seguin, a été offert au musée de Tours.

## Adaptations à l'écran
L'actrice polonaise Ewa Wisniewska tient le rôle de Frances-Sarah dans le téléfilm Un grand amour de Balzac, réalisé par Jacqueline Audry et Wojciech Solarz, sorti en 1973, adapté de la biographie d'Honoré de Balzac.